# Rapture of the Deep
Rapture of the Deep е 18-ият студиен албум на британската хардрок група Deep Purple, издаден на 1 ноември 2005 г.
Това е четвъртият албум на групата с китариста Стив Морз, от присъединяването му през 1994 г. Също така това е и вторият албум с Дон Еъри на клавишните. Албумът е продуциран от Майк Брадфорд, който е продуцент и на Bananas. И този албум, като предишния е посрещнат с одобрение от критиката и феновете.
Rapture of the Deep достига #43-то място в класацията на Билборд за независими албуми. Постига голям успех и в Европа, като влиза в топ 20 на няколко държави. Обложката е направена от Том Суик.
Парчето „Wrong Man“ е написано за Уейн Уйлямс, който е хвърлен в затвора за убийство на деца в САЩ. Иън Гилан често му посвещава тази песен на концертни изпълнения.

### Оригинално издание
1. „Money Talks“ – 5:32
2. „Girls Like That“ – 4:02
3. „Wrong Man“ – 4:53
4. „Rapture of the Deep“ – 5:55
5. „Clearly Quite Absurd“ – 5:25
6. „Don't Let Go“ – 4:33
7. „Back to Back“ – 4:04
8. „Kiss Tomorrow Goodbye“ – 4:19
9. „MTV“ (бонус парче в ограничен тираж) – 4:56
10. „Junkyard Blues“ – 5:33
11. „Before Time Began“ – 6:31

### Специален концертен диск (издаден през юни 2006)
1. „Clearly Quite Absurd“ (нова версия)
2. „Things I Never Said“
3. „The Well-Dressed Guitar“ (инструментал записан по време на записването на „Bananas“)
  - Оригинално написан от Морс, но се води на имената на Морс, Гилан, Глоувър, Еъри и Пейс.
4. „Rapture of the Deep (лайф)“*
5. „Wrong Man (лайф)“*
6. „Highway Star (лайф)“* (Глоувър, Ричи Блекмор, Глоувър, Пейс)
  - Оригинално записана от Гилан, Блекмор, Глоувър, Джон Лорд и Пейс, но припсвана на Гилан, Блекмор, Глоувър и Пейс.
7. „Smoke on the Water (лайф)“* (Гилан, Блекмор, Глоувър и Пейс)
  - Оригинално записана от Гилан, Блекмор, Глоувър, Джон Лорд и Пейс, но припсвана на Гилан, Блекмор, Глоувър и Пейс.
8. „Perfect Strangers (лайф)“*
  - Оригинално написана от Гилан, Блекмор и Глоувър, но приписвана на Гилан Морс, Глоувър, Еъри и Пейс.

- (Лайфовете са записани на 10 октомври 2005 в London's Hard Rock Cafe)

## Състав
- Иън Гилан – вокал
- Стив Морз – китара
- Роджър Глоувър – бас
- Дон Еъри – клавишни
- Иън Пейс – барабани